# Aquascutum
Aquascutum er et engelsk tøjmærke. Aquascutum blev grundlagt i 1851 af skrædder John Emary, der åbnede en butik på Regent Street 46 med kvalitetstøj. I 1853 lykkedes det for ham at lave det første vandskyende materiale: derfor det latinske navn Aquascutum. Butikken blev i 1901 flyttet til dens nuværende adresse på Regent Street 100. 
Under krimkrigen blev det vandskyende materiale i 1854 brugt første gang til uniformer, da de britiske officerers frakker, blev produceret af Aquascutum.
Under begge verdenskrige blev alle frakker til britiske soldater produceret af Aquascutum.

## Royal Warrant
Derudover har firmaet leveret tøj til det engelske kongehus siden 1897, hvor det fik en såkaldt Royal Warrant (ligesom firmaer i Danmark er Leverandører til Det Kongelige Danske Hof).
- 1897 HRH Prince of Wales, senere Edvard 7.
- 1903 HRH Prince of Wales, senere Georg 5.
- 1911 HM Kong Georg 5.
- 1920 HRH Prince of Wales, senere Hertug af Windsor
- 1947 HM dronning Elizabeth, Queen Consort til kong Georg 6.
- 1952 HM Dronningemoderen

## Galleri
- Aquascutums mærke.
- Covertcoat.
- Slips fra Aquascutum